# Xã Lake Sarah, Quận Murray, Minnesota
Xã Lake Sarah (tiếng Anh: Lake Sarah Township) là một xã thuộc quận Murray, tiểu bang Minnesota, Hoa Kỳ. Năm 2010, dân số của xã này là 393 người.